# Стрілянина в Александрії (2023)
Стрільба в Александрії — терористичний акт, що стався 8 жовтня 2023 проти ізраїльських туристів в районі Саварі міста Александрія, в Єгипті, під час поїздки повз колони Помпея. Напад стався у розпал конфлікту між сектором Газа та Ізраїлем у жовтні 2023.

## Стрільба
Напад стався коли єгипетський поліцейський, найнятий туристами з Ізраїлю як охорона, відкрив по них вогонь в автобусі. Внаслідок нападу двоє громадян Ізраїлю та єгипетський гід були вбиті, а один громадянин Ізраїлю отримав поранення середнього ступеня тяжкості. Згодом злочинця заарештували та помістили до в'язниці. Злочинець стверджував, що він просто «втратив контроль» над своїм пістолетом та «безладно вистрілив» у натовп туристів.